# Patrick Ewing
Patrick Aloysius Ewing (Kingston, 5 augustus 1962) is een Amerikaans voormalig basketbalspeler. Ewing behoort tot de "50 Greatest Players in NBA History": de 50 beste spelers in de geschiedenis van de NBA. Hij werd 11 maal, waarvan 10 maal op rij in de periode 1988-1997, gekozen als NBA All-Star, werd gekozen als NBA Rookie of the Year (de prijs voor beste nieuwkomer) in het seizoen 1985-1986, won twee Olympische gouden medailles met het Amerikaans basketbalteam op de Spelen van Los Angeles 1984 en Barcelona 1992, werd vijfmaal verkozen tot NBA Player of the Month (speler van de maand) en 12 maal tot NBA Player of the Week (speler van de week), voert de ranglijsten van zijn voormalig team de New York Knicks aan in: aantal gespeelde wedstrijden (1.039), totaal aantal punten (23.665), aantal punten in een seizoen (2.347 in 1989-1990), gespeelde minuten (37.586), rebounds (10.759), steals (1.061), blocks (2.758) en scoorde in 30 wedstrijden 40 punten of meer voor zijn team. Samen met Hakeem Olajuwon, David Robinson en wellicht nog een handvol anderen strijdt hij om de titel meest dominante center van zijn generatie.
De 2 meter 13 lange center was een high-school sensatie en had de keuze uit letterlijk honderden collegeteams. Hij koos voor de Georgetown Hoyas, de basketbalploeg van de Georgetown University in Washington D.C.. Met dit team bereikte hij driemaal de NCAA finale om deze in 1984 te winnen. Een jaar later was hij de topkeuze van de Knicks in de eerste ronde van de NBA Draft. De eerste 15 jaar van zijn 17-jarige NBA carrière kwam Ewing uit voor de club uit New York, in 2000-2001 kwam hij uit voor Seattle Supersonics en in zijn laatste seizoen 2001-2002 speelde hij voor Orlando Magic. Hij speelde negen keer in de jaarlijkse All-Star wedstrijd waarin de beste spelers uit de Eastern Conference en Western Conference het tegen elkaar opnemen. Ewing scoorde een persoonlijk recordaantal punten van 51 op 24 maart 1990 tegen Boston Celtics, hij pakte met 23 een recordaantal rebounds in een wedstrijd tegen Miami Heat op 19 december 1992. Tot driemaal toe kwam hij tot 9 geblokte schoten in een wedstrijd.
Ewing is tweevoudig Olympisch kampioen. Hij won in 1984 en in 1992 goud met de Amerikaanse basketbalploeg.

## Erelijst
NBA
- 11× All-Star (1986, 1988–1997)
- All-NBA First Team (1990)
- 6× All-NBA Second Team (1988–1989, 1991–1993, 1997)
- 3× NBA All-Defensive Second Team (1988–1989, 1992)
- NBA Rookie of the Year (1986)
- NBA All-Rookie First Team (1986)

| Logo van de Olympische Spelen | Goud | Zilver | Brons | Logo van de Olympische Spelen |
|                               | 2    | 0      | 0     |                               |

- Library of Congress Control Number: n85245094
- Nationale Bibliotheek van Tsjechië: jcu20211114694
- Virtual International Authority File: 50673167
- WorldCat: E39PBJvRWd8CfFHrCp6GXVrTHC